# Avgrunden
Avgrunden is een Zweedse rampenfilm uit 2023, onder regie door Richard Holm en geschreven door Holm, Robin Sherlock Holm en Nicola Sinclair. De film werd op 15 september 2023 uitgebracht door Svensk Filmindustri.
De hoofdrollen worden vertolkt door Tuva Novotny, Kardo Razzazi, Edvin Ryding en Felicia Truedsson.

## Synopsis
In de Zweedse stad Kiruna werkt Frigga als hoofd beveiliging bij 's werelds grootste ondergrondse mijn. Ze probeert een balans te vinden tussen haar werk, haar kinderen Simon en Mica, haar nieuwe liefde Dabir en Tage, een ex die het verleden maar niet kan loslaten. Wanneer de grond plotseling onder hun voeten begint te schudden, doet het verleden er niet meer toe en begint voor Frigga de strijd om te voorkomen dat het dorp in de afgrond wordt meegesleurd.

## Rolverdeling
| Acteur              | Personage |
| ------------------- | --------- |
| Tuva Novotny        | Frigga    |
| Kardo Razzazi       | Dabir     |
| Edvin Ryding        | Simon     |
| Felicia Truedsson   | Mica      |
| Peter Franzén       | Tage      |
| Tintin Poggats Sari | Aila      |

## Productie
Avgrunden is geproduceerd door Joakim Hansson voor SF Studios, in coproductie met Filmpool Nord, Film Tampere, Mjölk Movies, Business Finland, Seven Islands Film, Gran Canaria Film Commission en Spanish Tax Rebate. De opnames vonden plaats in het Zweedse Kiruna en Finse Tampere in 2022. Daarnaast werden ook delen van de film opgenomen op Gran Canaria.